# Німецька чайна ковбаса

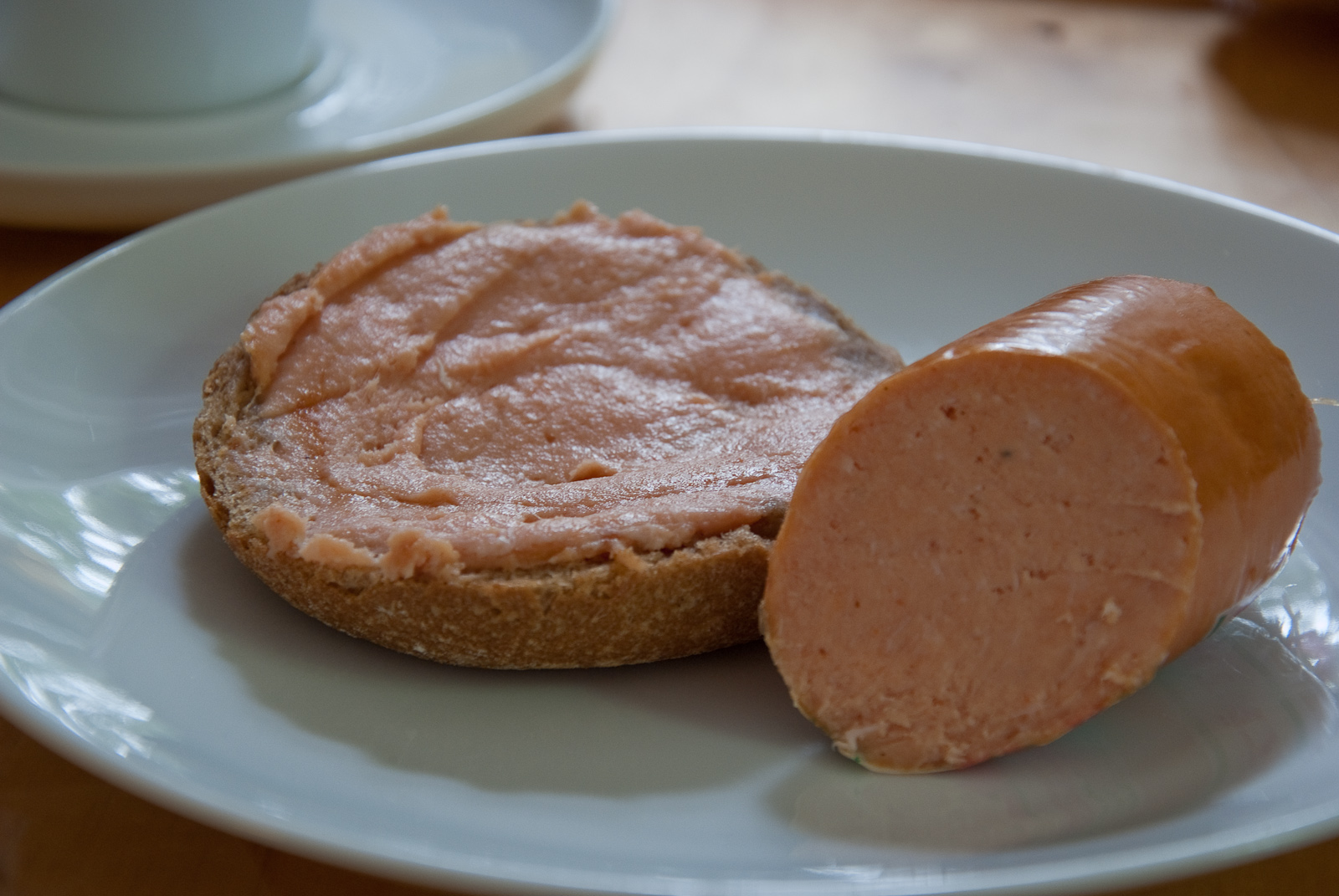
Німецька чайна ковбаса тонкого подрібнення на половинці пшенично-житньої булочки

Німецька чайна ковбаса (те́євурст, нім. Teewurst) — сорт сирокопченої ковбаси консистенції, що мажеться, зі свинини і яловичини. Не містить чаю. 

## Назва
За однією версією, ковбаса названа чайною на честь британських традицій чаювання. За іншою версією, таку назву ковбаса отримала тому, що на думку одного з її виробників з померанського Рюгенвальда Георга Вільгельма Генріха Шмідтхальса, вона дуже підходить до післяобідніх чаювань.

## Історія
У 1927 році рюгенвальдські ковбасники зареєстрували назву «рюгенвальдська чайна ковбаса» для свого найзнаменитішого продукту. Після Другої світової війни та депортації німців з Польщі виробництво чайної ковбаси було налагоджено у Західній Німеччині, зокрема, у Бад-Цвішенані було засновано «Союз рюгенвальдських виробників ковбас», якому належить бренд рюгенвальдської чайної ковбаси. За рішенням Федерального верховного суду Німеччини, виробляти рюгенвальдську чайну ковбасу мають право «лише ті підприємства, які довели, що раніше розміщувалися в Рюгенвальді».

## Виготовлення
Для виробництва чайної ковбаси підходить нежирне м'ясо, яке подрібнюють на м'ясорубці та ковбасному куттері. Далі в ковбасний фарш додають нітритну сіль, чорний перець, солодкий капсикум, мацис і ялівцеву горілку. Чайну ковбасу формують у штучну ковбасну оболонку калібром 45 мм/40 см. Дозрівання триває від 24 до 48 годин. Потім ковбасу піддають холодному копчення протягом 12 годин.

## Види
У Німеччині розроблені стандартні рецепти чайної ковбаси: грубого подрібнення, грубого подрібнення по-рюгенвальдськи, по-рюгенвальдськи, по-берлінськи, по-геттінгенськи, померанська чайна ковбаса. Споживання німецької чайної ковбаси не рекомендується вагітним, щоб уникнути ризику зараження токсоплазмозом.